# 迈克·哈珀
迈克尔·爱德华·哈珀（英語：Michael Edward Harper，1957年12月9日—），美国NBA联盟前职业篮球运动员。他在1980年的NBA选秀中第3轮第56顺位被波特兰开拓者选中。